# Khachrod
Khachrod é uma cidade e um município no distrito de Ujjain, no estado indiano de Madhya Pradesh.

## Geografia
Khachrod está localizada a 23° 25′ N, 75° 17′ L. Tem uma altitude média de 485 metros (1591 pés).

## Demografia
Segundo o censo de 2001, Khachrod tinha uma população de 29 897 habitantes. Os indivíduos do sexo masculino constituem 51% da população e os do sexo feminino 49%. Khachrod tem uma taxa de literacia de 64%, superior à média nacional de 59,5%: a literacia no sexo masculino é de 74% e no sexo feminino é de 54%. Em Khachrod, 16% da população está abaixo dos 6 anos de idade.